# Delirio
En psiquiatría y psicología, delirio (del latín de-lirare, «salir del surco al labrar la tierra») es un síntoma propio de las psicosis. No debe confundirse con delírium o síndrome confusional agudo, pues son entidades diferentes.[cita requerida]
En psicopatología, se define delirio como una creencia que se vive con una profunda convicción a pesar de que la evidencia demuestra lo contrario. No debe confundirse con la confabulación, dogma, ilusión, alucinación y otros efectos de percepción alterada.[cita requerida]
El concepto de delirio suele usarse dentro del contexto neurológico o psiquiátrico. El delirio por sí mismo no se considera un trastorno mental, ya que diferentes trastornos mentales comparten la característica común de la presencia de delirios. Algunos de los trastornos mentales que cursan con delirios son los enmarcados dentro del ámbito psicótico: esquizofrenia, manía, trastorno bipolar o depresión con síntomas psicóticos.[cita requerida]

## Consideraciones terminológicas
La palabra ha evolucionado hasta significar la creencia de que «se sale» de la norma establecida por el grupo social. En el lenguaje cotidiano, describe una creencia que es falsa, extravagante o derivada de un engaño. En psiquiatría,  implica que la creencia es patológica (el resultado de una enfermedad o proceso de una enfermedad). Como patología, es distinta de una creencia basada en información falsa o incompleta o de ciertos efectos de la percepción que se denominan, con más precisión, apercepción o ilusión.
Los delirios suceden normalmente en un contexto neurológico, aunque no están vinculados a ninguna enfermedad en particular y se ha encontrado que ocurren en el contexto de muchos estados patológicos (físicos y mentales). Sin embargo, tienen importancia particular en el diagnóstico de las psicosis y, particularmente, en la esquizofrenia, la manía y los episodios del trastorno bipolar. También pertenece a la nosología psiquiátrica en forma de un síndrome delirante, definitorio junto a los síndromes alucinatorios y disociativo-autistas de todas las psicosis.
El delirio o idea delirante debe cumplir varios requisitos:
- ser firmemente sostenida pero con fundamentos lógicos inadecuados;
- ser incorregible con la experiencia o con la demostración de su imposibilidad;
- ser inadecuada para el contexto (por ejemplo, cultural) del sujeto que la sostiene.

Estos requisitos son necesarios porque hay muchas ideas que pueden ser sostenidas con firmeza y convicción más o menos incorregibles por diversas personas (por ejemplo, ideas religiosas o políticas) y, sin embargo, no constituir delirios: se requiere que el proceso por el que se llega a la convicción sea inadecuado.
Por ejemplo, un sujeto puede afirmar que es portador de una verdad que debe propagar por el mundo, dado que escuchó su nombre en la televisión. El delirio no se diagnostica por la convicción de «ser portador de una verdad que revelar» (muchas personas podrían decir algo parecido), sino por la forma extravagante por la que llega a esa convicción (haber escuchado su nombre por la televisión).[cita requerida]
Generalmente, ante la argumentación de que eso no tiene lógica, el sujeto persiste en su convicción. Dado que no es una convicción habitual, habría que verificar si acaso pertenece a algún grupo religioso que sostenga convicciones similares; sin embargo, incluso en este caso, los propios miembros de su grupo podrían haber detectado una alteración de la lógica del pensamiento que considerarían extraña. En ese caso, la idea se considera delirante.

## Psicoanálisis
Según el psicoanálisis, el delirio, que es resultado de la forclusión, se define como la certeza que tiene un sujeto; independientemente de que esa certeza se corresponda o no con un hecho de la realidad. Por lo tanto, un delirio es un significante suelto, es decir, que no se enlaza con ningún otro significante. A esto se le conoce como «significante congelado o monolítico».
Sin embargo, a diferencia de la psiquiatría que lo clasifica como una enfermedad, el psicoanálisis considera al delirio la curación alcanzada por el sujeto psicótico frente a su desarticulación del lazo social (código).

## Clasificación

### Psicopatología clásica
Entendido como mecanismo de defensa frente al derrumbe de la estructura del Yo, los delirios son el último recurso para mantener la identidad.
La psicopatología clásica los clasifica como:
- Delirios impositivos: el mecanismo de defensa que se activa lo hace por exaltación, y con su conducta la persona manifiesta la necesidad de comunicar, compartir y buscar adeptos a su sistema de creencias.
- Delirios defensivos: el mecanismo de defensa que se activa lo hace por depreciación, y con su conducta la persona manifiesta la necesidad de alejarse de los otros, busca protección y ocultarse.

### Clasificación moderna
- Sistematizados: las creencias están organizadas en torno a un núcleo teórico, con coherencia y estructura interna, de forma que todas las preguntas que se le hagan pueden ser respondidas adecuadamente, con lógica y orientación finalista; es común en las psicosis paranoides, agudas o crónicas;
- No sistematizados: conjunto de ideas y creencias delirantes mal sostenidas, sin coherencia interna, con pocos recursos, donde no hay un núcleo ni razones que organicen los pensamientos, de forma que las preguntas no obtienen respuestas adecuadas; muy común en la esquizofrenia;
- Delirio encapsulado: ideación delirante que no se instala en el foco de la vida del paciente, donde este presta una atención relativamente baja; en la entrevista psiquiátrica, el paciente puede confesar que tiene estas ideas, pero resulta claro que no se trata de un fenómeno que tenga una incidencia importante en su vida, en la manera de establecer los vínculos y mantenerlos, etc.[3]
- Delirio parafrenizado: designa aquellas formas de delirio sistematizados y encapsulados de carácter fabuloso, expansivo, confabulatorio o fantástico que el paciente suele no confesar en las primeras entrevistas, aun cuando, movido por estas ideas, venga realizando desde hace tiempo ciertos comportamientos que satisfagan la ideación delirante.[3]

### Otra forma de conceptualizarlos
Delirios no patológicos
Todas aquellas creencias dentro de la realidad (ser rico, ser famoso, haber descubierto la vacuna contra el VIH/sida, descubrir la cura contra el cáncer, etcétera) son pequeñas formas de perderse en una interfase de ilusión que crea la mente. Quizás la forma más fácil de diferenciarlos del delirio verdadero es que este es «apodíctico», es decir, irreductible a cualquier contrastación racional, y parten de un conocimiento personal no compartido e incierto.[cita requerida]
Delirios extraños
Todas aquellas creencias que están fuera de la realidad reconocida por las ciencias (creer que es posible robar el pensamiento, resucitar a personas fallecidas).
El delirio encapsulado se define como la locura razonante porque, salvo por una idea delirante muy específica, el paciente funciona sin dificultades en la mayoría de los aspectos de su vida, y puede llegar a pasar totalmente desapercibido; únicamente hasta que alguien le habla de ese tema el paciente empieza a delirar y a comportarse de forma enajenada.
DSM-IV, DSM-V y CIE-10
En el DSM-IV, DSM-V y en la CIE-10, aparecen seis tipos de delirio y una categoría residual:
- Delirio erotomaníaco: Cuando el individuo cree erróneamente que otra persona está enamorada de él o ella.
- Delirio persecutorio: La creencia del sujeto de que será perjudicado o acosado por un individuo, grupo u organización. Este es el tipo de delirio más común.
- Delirio de grandeza: Cuando el individuo cree tener habilidades, riqueza o fama excepcionales, por encima del resto.
- Delirio nihilista: La convicción de que ocurrirá una catástrofe.
- Delirio somático: La preocupación no fundamentada en relación con la propia salud, funciones o sensaciones corporales.
- Delirio celotípico (celotipia): La percepción errónea de que la pareja de uno le es infiel.
- Delirio mixto: Cuando una persona cambia constantemente entre un estado inquieto a uno tranquilo o incluso cansado.
- Delirio inespecífico: Cuando el delirio predominante no se puede determinar de manera precisa o no cumple con la descripción de un tipo específico.

### Clasificación de la Escuela Francesa
La Escuela Francesa los clasifica en función del polo del Self o Yo que está afectado y la relación entre el Yo y los Otros (si son por exaltación o impositivos, o si son por depreciación o defensivos):
Polo actitudinal
- por exaltación: delirios mesiánicos, religiosos y místicos;
- por depreciación: delirios persecutorios, de condenación y de autoinculpación (síndrome Windigo, síndrome de Capgras, síndrome de Frégoli, folie à deux, licantropía, heutoscopia o heutoscopía, síndrome de inmigración, síndrome de las prisiones, etcétera).

Polo intelectual
- por exaltación: delirios de grandeza, inventores e idealistas (parafrenia);
- por depreciación: delirios reivindicativos y juicios querulantes.

Polo corporal
- por exaltación: delirios negadores de enfermedad;
- por depreciación: delirios hipocondríacos y de invasión corporal (síndrome de Cotard, Koro, dismorfofobia).

Polo erótico
- por exaltación: delirios erotomaníacos (síndrome de Clérambault);
- por depreciación: delirios celotípicos (síndrome de Otelo)

Es importante reseñar que existe un grupo de psicosis caracterizadas por delirios confusionales, entre los que cabe destacar la psicosis postparto, las bouffée delirantes y las pseudopsicosis.[cita requerida]

## Patofisiología
El modelo de dos factores de los delirios postula que la disfunción tanto en los sistemas de formación de creencias como en los sistemas de evaluación de creencias es necesaria para los delirios. La disfunción en los sistemas de evaluación localizada en el córtex prefrontal lateral derecho, independientemente del contenido del delirio, está respaldada por estudios de neuroimagen y es congruente con su papel en la monitorización de conflictos en personas sanas. La activación anormal y el volumen reducido se observan en personas con delirios, así como en trastornos asociados a delirios como la demencia frontotemporal, la psicosis y la demencia por cuerpos de Lewy. Además, las lesiones en esta región se asocian con "saltar a conclusiones", el daño a esta región se asocia con delirios post-ictus, y el hipometabolismo esta región asociada con accidentes cerebrovasculares caudados que se presentan con delirios.[cita requerida]
El modelo de saliencia aberrante sugiere que los delirios son el resultado de que las personas asignan una importancia excesiva a estímulos irrelevantes. En apoyo de esta hipótesis, las regiones normalmente asociadas con la red de saliencia demuestran una materia gris reducida en las personas con delirios, y el neurotransmisor dopamina, que está ampliamente implicado en el procesamiento de la saliencia, también está ampliamente implicado en los trastornos psicóticos.
Se han asociado regiones específicas con tipos concretos de delirios. El volumen del hipocampo y parahipocampo está relacionado con los delirios paranoides en la enfermedad de Alzheimer, y se ha informado de que era anormal post mortem en una persona con delirios. Los delirios de Capgras se han asociado con daño occipitotemporal y pueden estar relacionados con la incapacidad de provocar emociones o recuerdos normales en respuesta a las caras.

## Diagnóstico

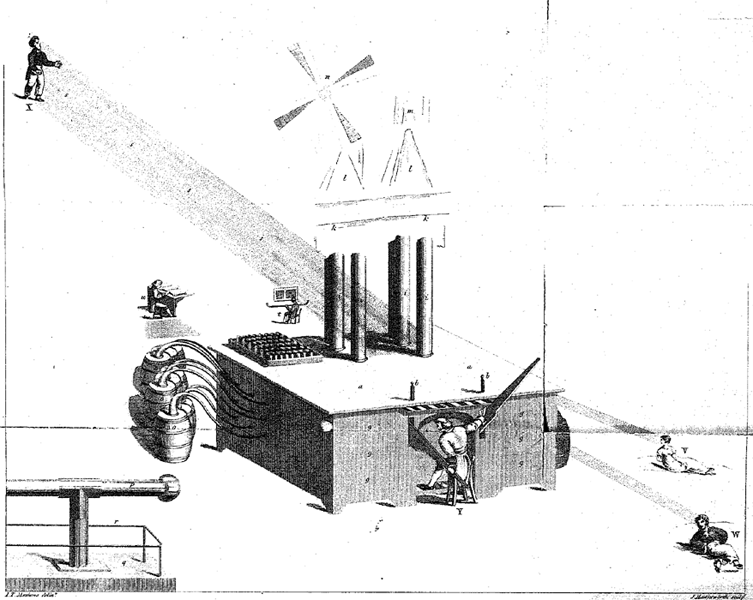
Ilustración de James Tilly Matthews de una máquina denominada "telar de aire", la cual él creía era utilizada para torturalo por motivos políticos.

Se han criticado la definición moderna y los criterios originales de Jaspers, ya que se pueden mostrar contraejemplos para cada característica definitoria.
Los estudios sobre pacientes psiquiátricos muestran que los delirios varían en intensidad y convicción a lo largo del tiempo, lo que sugiere que la certeza y la incorregibilidad no son componentes necesarios de una creencia delirante. 
Los delirios no tienen por qué ser necesariamente falsos o 'inferencias incorrectas sobre la realidad externa'. Algunas creencias religiosas o espirituales, por su propia naturaleza, pueden no ser falsificables y, por tanto, no pueden calificarse de falsas o incorrectas, independientemente de si la persona que las sostiene ha sido diagnosticada de delirio o no.
En otras situaciones, el delirio puede resultar ser una creencia verdadera. Por ejemplo, en los celos delirantes, en los que una persona cree que su pareja le está siendo infiel (e incluso puede seguirla hasta el baño creyendo que se está viendo con su amante incluso durante la más breve de las separaciones), en realidad puede ser cierto que la pareja esté manteniendo relaciones sexuales con otra persona. En este caso, el delirio no deja de ser un delirio porque más tarde se compruebe que el contenido es cierto o porque la pareja haya optado realmente por llevar a cabo la conducta de la que se le acusa.
En otros casos, la creencia puede ser erróneamente asumida como falsa por un médico o psiquiatra que la evalúa, sólo porque "parece" improbable, extraña o sostenida con excesiva convicción. Los psiquiatras rara vez tienen tiempo o recursos para comprobar la validez de las afirmaciones de una persona, lo que lleva a que algunas creencias verdaderas se clasifiquen erróneamente como delirantes. Esto se conoce como el efecto Martha Mitchell, en honor a la esposa del fiscal general que alegó que se estaban produciendo actividades ilegales en la Casa Blanca.  En aquel momento, se pensó que sus afirmaciones eran signos de enfermedad mental, y sólo después de que estallara el escándalo Watergate se demostró que estaba en lo cierto (y, por tanto, cuerda).
Factores similares han llevado a criticar la definición de Jaspers de los delirios verdaderos por ser, en última instancia, "incomprensibles". Los críticos (como R. D. Laing) han argumentado que esto lleva a que el diagnóstico de los delirios se base en la subjetiva comprensión de un psiquiatra en particular, que puede no tener acceso a toda la información que podría hacer que una creencia fuera interpretable de otro modo. La hipótesis de R. D. Laing se ha aplicado a algunas formas de terapia proyectiva para "fijar" un sistema delirante de modo que no pueda ser alterado por el paciente. Investigadores psiquiátricos de la Universidad de Yale, la Universidad Estatal de Ohio y el Centro Comunitario de Salud Mental de Georgia Central han utilizado novelas y películas cinematográficas como objeto de estudio. Se discuten los textos, las tramas y la cinematografía y se abordan tangencialmente los delirios.  Este uso de la ficción para disminuir la maleabilidad de un delirio fue empleado en un proyecto conjunto por el autor de ciencia ficción Philip Jose Farmer y el psiquiatra de Yale A. James Giannini. Escribieron la novela La furia del orco rojo, que, recursivamente, trata de adolescentes delirantes que son tratados con una forma de terapia proyectiva. En el escenario ficticio de esta novela se discuten otras novelas escritas por Farmer y los personajes se integran simbólicamente en los delirios de pacientes ficticios. Esta novela en particular se aplicó luego a contextos clínicos de la vida real.
Otra dificultad con el diagnóstico de los delirios es que casi todas estas características pueden encontrarse en creencias "normales". Muchas creencias religiosas presentan exactamente las mismas características, pero no se consideran delirantes de forma universal. Por ejemplo, si una persona tiene una creencia verdadera, por supuesto que persistirá en ella. Esto puede hacer que el trastorno sea mal diagnosticado por los psiquiatras. Estos factores han llevado al psiquiatra Anthony David a señalar que "no existe una definición aceptable (más que aceptada) de un delirio. " En la práctica, los psiquiatras tienden a diagnosticar una creencia como delirante si es patentemente extraña, si causa una angustia significativa o si preocupa excesivamente al paciente, especialmente si la persona no se deja convencer posteriormente por pruebas contrarias o argumentos razonables.